# Liste der Ehrenbürger Schleswig-Holsteins
Der Ministerpräsident des Landes Schleswig-Holstein kann Persönlichkeiten mit herausragenden Verdiensten um das Land zu Ehrenbürgern ernennen.
Seit 1998 wurde diese Ehrung sieben Personen zuteil.
Hinweis: Die Auflistung erfolgt chronologisch nach Datum der Zuerkennung.

## Die Ehrenbürger des Landes Schleswig-Holstein

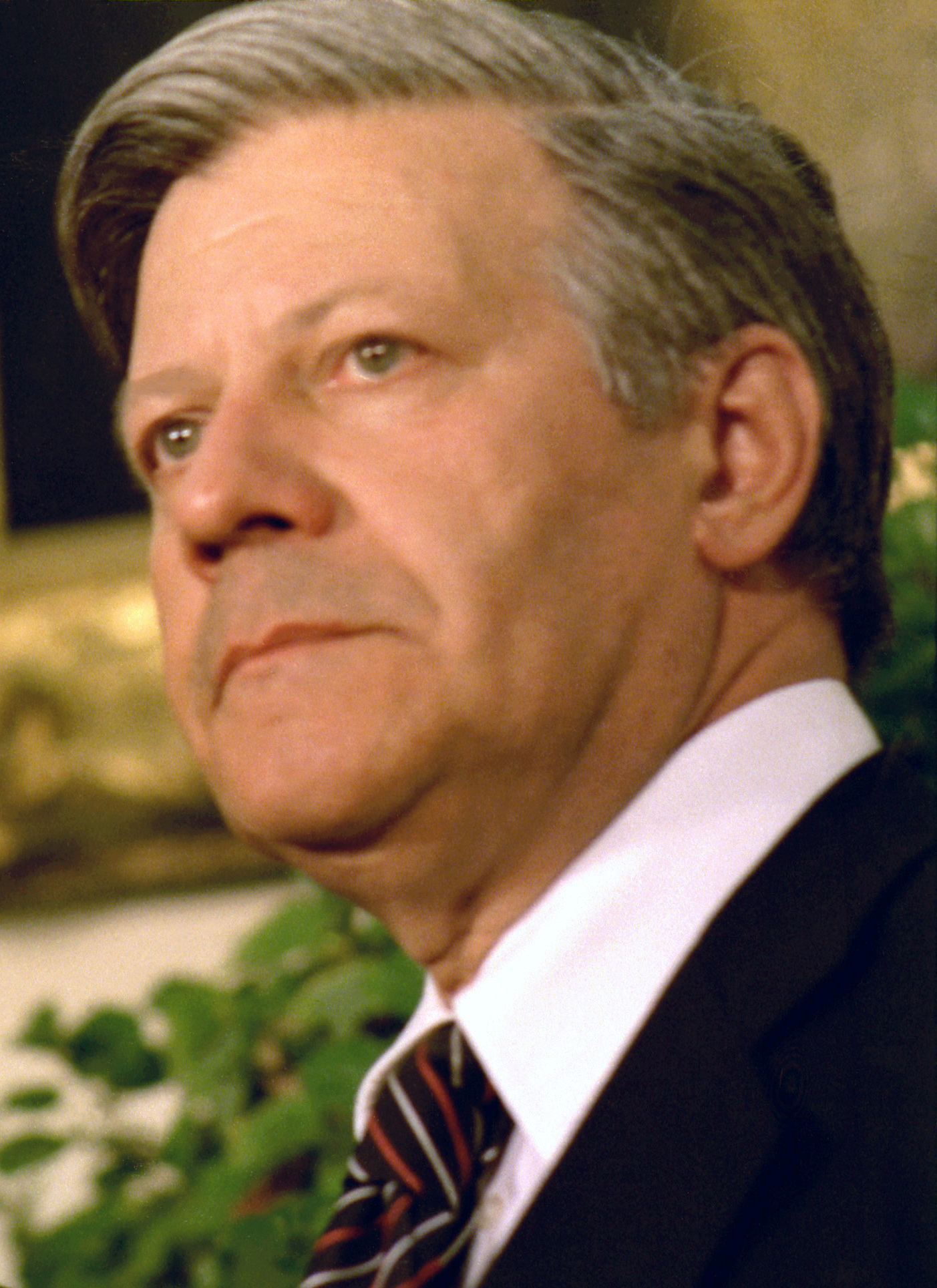
Helmut Schmidt

1. Helmut Schmidt (* 23. Dezember 1918 in Hamburg; † 10. November 2015 in Hamburg)
früherer deutscher Bundeskanzler, MdB
Verleihung am 20. Dezember 1998
Mit der Verleihung wurde die Verbundenheit des Altbundeskanzlers mit dem Land Schleswig-Holstein gewürdigt. In seinem politischen Wirken setzte er viele positive Impulse für die Entwicklung des Landes. Schmidt, der seinen Zweitwohnsitz am Brahmsee hatte, brachte viele wichtige Persönlichkeiten aus aller Welt in das Land. Während der Sturmflut von 1962 setzte er sich als Innensenator von Hamburg mit großem Einsatz und pragmatischem Vorgehen auch für die Leidgeplagten in Schleswig-Holstein ein. Dank seiner Fürsprache entstand 1985 mit dem Schleswig-Holstein Musik Festival eines der wichtigsten Kulturereignisse des Landes.
2. Uwe Ronneburger (* 23. November 1920 in Kiel; † 1. Oktober 2007 in Tetenbüll)
früherer stellvertretender Bundesvorsitzender und schleswig-holsteinischer Landesvorsitzender der FDP, MdB
Verleihung am 17. Dezember 2000
Ronneburger setzte in seiner Arbeit im Schleswig-Holsteinischen Heimatbund Maßstäbe und zeigte unermüdlichen Einsatz für die Menschen in Schleswig-Holstein. Während der Sturmflut von 1962 erwarb er sich größte Anerkennung bei der Beseitigung der Schäden in der Gemeinde Tetenbüll. Als stellvertretender Bundesvorsitzender der FDP engagierte er sich während der sozial-liberalen Koalition für die Aussöhnung mit den östlichen Nachbarn und ebnete damit den Weg zur deutschen Einheit und zum Fall des Eisernen Vorhangs. Sein kirchliches Engagement als Mitglied der Kirchenleitung der Nordelbischen Evangelisch-Lutherischen Landeskirche und Mitglied der Synode der Evangelischen Kirche Deutschlands hinterließ in Schleswig-Holstein tiefe Spuren.
3. Gerhard Stoltenberg (* 29. September 1928 in Kiel; † 23. November 2001 in Bonn)
früherer Ministerpräsident von Schleswig-Holstein und früherer Bundesminister der Verteidigung und der Finanzen, MdB
Verleihung am 24. Oktober 2001; die Urkunde wurde der Witwe Stoltenbergs am 4. März 2002 überreicht
Stoltenberg wurde für sein politisches Lebenswerk ausgezeichnet. Er habe zu jenen Politikern gehört, die nach den Erfahrungen der Nazidiktatur den politischen und gesellschaftlichen Neubeginn mit persönlichem Engagement unterstützten und aktiv mitgestalteten. Als Ministerpräsident von Schleswig-Holstein hat er von 1971 bis 1982 dem Land im Bund nachhaltig Geltung verschafft.

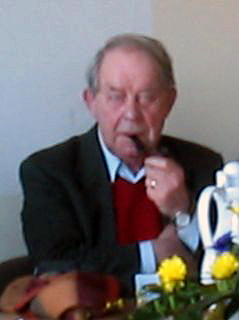
Siegfried Lenz
4. Siegfried Lenz (* 17. März 1926 in Lyck, Ostpreußen; † 7. Oktober 2014 in Hamburg)
Autor
Verleihung am 2. Dezember 2004
Lenz verbrachte einen Teil des Jahres in seinem Haus in Tetenhusen bei Schleswig. Mit der Ernennung zum Ehrenbürger wurde seine enge Verbundenheit mit dem Land gewürdigt. Mit seinen Werken habe er die Landschaft Schleswig-Holsteins in aller Welt bekannt gemacht und seine Menschen einfühlsam porträtiert.
5. Armin Mueller-Stahl (* 17. Dezember 1930 in Tilsit, Ostpreußen)
Schauspieler
Verleihung am 29. November 2010
Mueller-Stahl lebt seit vielen Jahren in Sierksdorf an der Lübecker Bucht und ist eng mit Schleswig-Holstein verbunden, beispielsweise durch das Fernsehspiel „Die Manns – ein Jahrhundertroman“ oder die Neuverfilmung der „Buddenbrooks“. Mueller-Stahl hat sich außerdem jahrelang für die Musikhochschule Lübeck engagiert und unterstützt das Landesmuseum Schloss Gottorf, die Lübecker Museen und das Jüdische Museum Rendsburg.
6. Heide Simonis (* 4. Juli 1943 in Bonn; † 12. Juli 2023 in Kiel)
Ministerpräsidentin von Schleswig-Holstein 1993–2005, Vorsitzende von UNICEF Deutschland
Verleihung am 30. Juni 2014
Heide Simonis war erste Ministerpräsidentin überhaupt eines deutschen Bundeslandes, zuvor fünf Jahre Finanzministerin.
7. Günther Fielmann (* 17. September 1939 in Stafstedt; † 3. Januar 2024 in Lütjensee)
Augenoptiker und Unternehmer
Verleihung am 1. Dezember 2016
Mit der Ehrung wird Fielmanns Wirken als Umwelt- und Naturschützer sowie als Stifter und Mäzen geehrt.